# Youssef Matta
Youssef Abedallah Matta (ur. 3 grudnia 1968 w Nazarecie) – palestyński duchowny melchicki, arcybiskup Akki od 2019.

## Życiorys
Święcenia kapłańskie przyjął 19 czerwca 1999 i został inkardynowany do archieparchii Akki. Był m.in. sekretarzem biskupim, wychowawcą melchickiego seminarium oraz duszpasterzem parafialnym w Ibilin i Nazarecie.
W listopadzie 2018 synod Kościoła melchickiego wybrał go na arcybiskupa Akki. Papież Franciszek zatwierdził kanonicznie ten wybór 18 marca 2019. Sakry udzielił mu 1 czerwca 2019 arcybiskup Bejrutu Georges Bacaouni.